# ヴィーンペル科学製造連合
ヴィーンペル科学製造連合（Vympel NPO）はロシアのモスクワ近くにある主に空対空ミサイルの研究、開発、生産を行う会社である。他の計画では地対空ミサイルや弾道弾迎撃ミサイルも含まれる。ソビエト時代に設計局として始まった。

## OKB-134 トポルコフ
ヴィーンペルは第二次世界大戦後Ivan I. Toporkov の率いるチームによってOKB-134として始まった。彼らの設計した最初の計画はK-7ミサイルだった。 
彼らの最初に量産されたミサイルは1958年のR-3(K-13)である。Toporkovは1961年ツシノの航空機工場へ転出し、後任にAndrey Lyapinが就任した。1966年から1968年にかけてOKBはヴィーンペルに改名した。1977年、OKB-4 MolniyaのMatus Bisnovatの死去に伴いすべてのミサイルはヴィーンペルに一任された。G. Khokhlovは1981年までチームを率い、Genadiy A. Sokolovskiが後任になった。

## ヴィーンペル GosMKB
1992年、ヴィーンペル GosMKBは設計局を元に発足した。 そして1994年、 Sokolovskiが開発ディレクターになった。2004年5月、OAO Korporatsya Takticheskovo Raketnovo Vooruhjeniya (Corporation of Tactical Missile Weapons)が設立されヴィーンペルは設計、開発を担当する一部門になった。

## 関連
- 空対空ミサイル
  - R-3
  - R-23/R-24
  - R-27
  - R-33
  - R-37
  - R-60
  - R-73
  - R-77
- Terra-3 レーザー
- 地対空ミサイル
  - 3M9 SA ミサイル2K12搭載用